# Erik Wijk
Erik Wijk, född 16 april 1963 i Göteborg, är en svensk författare som även varit frilansjournalist, förläggare och tidningsredaktör.
Tillsammans med Crister Enander och Salomon Schulman grundade Erik Wijk 1988 satirtidningen Egget och fungerade som dess redaktör fram till nedläggningen 1991. 
Wijk väckte först uppmärksamhet när han i ett par stora artiklar i Dagens Nyheter våren 1990 och i BLM nr 2/1991 angrep postmodernismen i den samtida svenska litteraturen. Den senare artikeln blev den direkta anledningen till att Magnus Palm tvingades avgå som redaktör för BLM. En liknande upprördhet skapade Wijk genom sina granskningar av Maciej Zaremba i Svenska Dagbladet i december 1997, i samband med Zarembas artikelserie om tvångssterilisering i Sverige.
Erik Wijk startade 1999 bokförlaget Manifest, som utgivit många vänsterradikala böcker. Förlaget upphörde 2003.
Sitt engagemang mot krigen i forna Jugoslavien summerade Wijk i boken Ont blod (2001). När Nato våren 1999 bombade Jugoslavien tog han initiativ till och administrerade ett stort upprop (ca 4000 namn) i protest mot bombningarna. Han gav då även ut antologin Fredsbomber över Balkan.
Wijk blev ögonvittne till Göteborgskravallerna i juni 2001. Han samlade in andra vittnesmål och gav inom några veckor ut boken Göteborgskravallerna. Wijk följde och analyserade sedan många av de rättegångar som hölls mot aktivisterna, som han summerade i boken Orätt (2003).
Han har också uppmärksammats efter att han tillsammans med Åsa Linderborg på Aftonbladets kultursida skrivit artiklar där han försvarar irakiernas rätt till motstånd mot USA:s krig och ockupation av Irak. Wijks och Linderborgs artiklar om Irak och andra utslag av "kriget mot terrorismen" finns samlade i boken Det är rätt att göra motstånd (2006).
Wijks viktigaste artiklar från 1980- och 1990-talet finns samlade i Bunta ihop och slå ihjäl dom (1999). Han har även skrivit ett par böcker med noveller, Brottsligt och Vill leva livet, och en tankebok, Allting har hänt. I januari 2009 utkom boken Allt vi här drömma om, där Wijk försöker förstå sin pappa Olof Wijk som valde att leva sitt liv som eremit.
I oktober 2011 utkom romanen Tivoli av pseudonymen Kim Kolliander. I en artikel i Dagens Nyheter i mars 2012 avslöjade Wijk att han skrivit Tivoli, "en humoristisk äventyrsroman" med litterära och politiska bottnar. Han förklarade att pseudonymen var ett experiment för att se hur boken skulle mottagas och läsas utan att någon visste något om författarens kön, ålder, politiska hemvist etc.
Bara de riktiga orden, som handlar om Wijks mamma, utkom i mars 2015 som en pendang till Allt vi här drömma om. Båda böckerna är i första hand biografier över enskilda människoöden men ur ett politiskt perspektiv kan det sägas att pappaboken är en studie av överklassen medan mammaboken blir en studie av medelklassen, dess villkor och värderingar, dess ljusa och mörka sidor.
Teater Kapija hade i mars 2016 urpremiär på Wijks första helaftonpjäs, Émilie & Voltaire, om författaren Voltaire och matematikern Émilie du Châtelet, deras kärlekshistoria och intellektuella gemenskap mot en fond av klassmässiga och genuspräglade motsättningar.

## Priser och utmärkelser
- 2003 – Sveriges Radios Novellpris
- 2007 – Björn Afzeliuspriset